# Portrait de mon frère mort
Portrait de mon frère mort est une huile sur toile surréaliste peinte par Salvador Dalí en 1963. La toile de 175 × 175 cm, est conservée au Salvador Dalí Museum de St. Petersburg, (États-Unis).

## Description
Reprenant la technique de l'antimatière déjà exploitée dans Madone sixtine, l'utilisation d'un réseau obscur pour permettre la superposition d'images multiples. Dans ce cas, c'est une série de points rouges et noirs faites avec des cerises. Les cerises noires forment le portrait du frère alors que les rouges dessinent celui du peintre. Dali retourne ici à une autre technique d'image multiples en peignant à la fois son frère et lui-même. Sur le côté droit de la peinture se trouvent une série de soldats, ou de conquistadors, qui portent des lances et avancent vers le visage du frère mort pour aider le peintre à se défaire de lui. Dans la tête de ce portrait on note le bec et l'œil d'un oiseau qui pointent vers le frère mort.